# Francesca Gherardi
Ne doit pas être confondu avec Francesca Gerardi.
Francesca Gherardi (née le 12 novembre 1955 à Florence et morte le 14 février 2013  dans la même ville) est une zoologiste italienne

## Biographie
Fille d'un joaillier de Ponte Vecchio et deuxième d'une fratrie de trois enfants, Francesca Gherardi a étudié à l'université de Florence, dont elle est sortie diplômée le 19 juin 1979. Elle a ensuite obtenu un doctorat de recherche en biologie animale le 8 juillet 1987.

## Ses recherches
Francesca Gherardi s'est intéressé à l'étude et la connaissance des espèces envahissantes et en particulier aux écrevisses de Louisiane Procambarus clarkii